# Auguste Dumont

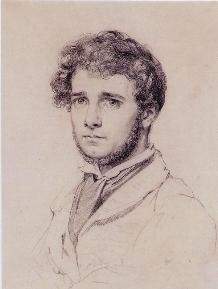
Auguste Dumont, målad 1829 av Auguste Hyacinthe Debay.

Augustin-Alexandre Dumont, känd som Auguste Dumont, född den 14 augusti 1801 i Paris, död där den 28 januari 1884, var en fransk skulptör. Han var son till Jacques-Edme Dumont.
Dumont var först i lära som sin far som även han var skulptör, och studerade därefter i Rom och tog inflytande av Antonio Canova. Han blev efter hemkomsten till Paris mycket anlitad som porträttskulptör och utförde en mängd byster och statyer, bland annat en av Napoleon I för Vendômekolonnen, förstörd under Pariskommunen. Bland han övriga verk märks Frihetens genius i förgylld brons, som pryder Julikolonnen, samt Sankta Cecilia av sandsten i Madeleinekyrkan.